# Nicole Pescheux
Nicole Pescheux, née le 26 août 1941 à Saint-Cloud (Seine-et-Oise), est une actrice française.
À la fin des années 1960 elle débute dans des romans-photos publiés dans des journaux populaires (Télé Poche avec Johnny Hallyday, Nous Deux, Modes de Paris, Intimité, Top Secret avec Sheila et Ringo).  
Mais c'est à la télévision qu'elle a consacré principalement sa carrière, en tournant des téléfilms et des séries télévisées, où elle incarne souvent des pestes. Elle aura aussi quelques rôles au cinéma.

## Filmographie

### Cinéma
- 1968 : L'Astragale de Guy Casaril
- 1974 : Piaf de Guy Casaril
- 1980 : Touch' pas à mon biniou de Bernard Launois : La conductrice
- 1998 : L'Ennui de Cédric Kahn : Owner of disreputable bar

### Télévision
- 1966 : Thierry La Fronde (épisode : Le château mystérieux) : Barbe de Chaussais
- 1967 : Par quatre chemins (série télévisée)
- 1967 : Les Enquêtes du commissaire Maigret de Claude Barma, épisode : Cécile est morte de Georges Simenon) : Berthe Marchand
- 1968 : Sylvie des Trois Ormes (série télévisée) : Roberta
- 1968 : En votre âme et conscience, épisode : Les Innocents d'Eldagsen de  Claude Barma : Louise Springel
- 1972 : Les Habits neufs du Grand Duc téléfilm de Jean Canolle : La Fouchue
- 1972 : Les Gens de Mogador (série TV) : Dorothée Eysséric Angellier
- 1973 : Un jour à Nice, téléfilm de Serge Moati : la fille rousse
- 1973 : Le temps de vivre... Le temps d'aimer (série télévisée) : Gisèle
- 1973 : Karatekas and co (épisode : La couronne d'Attila) (mini-série) : Chiquitta
- 1973 : Aux frontières du possible (épisode : Meurtres à distance) : Florence
- 1974 : Le Pain noir de Serge Moati (feuilleton télévisé) : Mme de Valois
- 1974 : Deux mois d'un été, téléfilm de Edmond Tyborowski : Rose Batiassou
- 1976 : L'inspecteur mène l'enquête (série télévisée) (épisode : La main qui frappe)
- 1978 : Pourquoi tuer le Pépé ?, téléfilm d'Edmond Tyborowski : Marie
- 1980 : C'est pas Dieu possible, téléfilm d'Edmond Tyborowski : Agathe Salsigne
- 1981 : Fini de rire fillette, téléfilm d'Edmond Tyborowski : Maria Evre
- 1982 : Les amours des années grises (série télévisée) (épisode : Histoire d'un bonheur) : Iram Dutaillon
- 1982 : Allo oui? J'écoute!, téléfilm de Jean Pignol : La secrétaire
- 1982 : L'honneur de Barberine, téléfilm d'Edmond Tyborowski : Douceline
- 1982 : Le sage de Sauvenat, téléfilm de Jean Pignol : L'institutrice
- 1982 : Les sept jours du marié, téléfilm de Serge Moati
- 1983 : Les enfants de fortune, téléfilm de Bernard Maigrot
- 1989 : Le commissaire épate le FBI, téléfilm d'Edmond Tyborowski